# Listă de poeți: G
A - Ă - B - C - D - E - F - G - H - I - Î - J - K - L - M - N - O - P - Q - R - S - Ș - T - Ț - U - V - W - X - Y - Z

### G

#### Ga-Gl
- Jean Garrigue
- Samuel Garth
- George Gascoigne, (1525-1577)
- David Gascoyne
- Théophile Gautier, (1811-1872)
- John Gay, (1685-1732), cantautor, poet
- Albert Gazeley,(născut în 1937),
- Stefan George, (1868-1933)
- Paul Gerhardt, (aprox. 1606-1676)
- Lapo Gianni
- Wilfred Wilson Gibson
- Richard Gilder
- Gary Gildner
- Allen Ginsberg, (1926-1997),
- Dana Gioia
- Nikki Giovanni, (născut în 1943)
- Zinaida Gippius, (1869-1945)
- Giuseppe Giusti, (1809-1850)
- Janko Glazer, (1893-1975)
- Denis Glover, (1912-1980)
- Louise Glück
- Goran Gluvi&, (născut în 1957)

#### Go
- Gérald Godin, (1938-1994), poet si politician din Quebec
- Johann Wolfgang von Goethe, (1749-1832),
- Cvetko Golar, (1879-1965)
- Lea Goldberg, (1911-1970)
- Rumer Godden
- Oliver Goldsmith, (1730-1774),
- Pavel Golia, (1887-1959)
- Eugen Gomringer
- Luis de Gongora, poet spaniol clasic
- Ray Gonzalez,
- Lorna Goodison
- Vojko Gorjan, (1949-1975)
- Sergei Gorodetsky

#### Gr

##### Gra-Gri
- Alojz Gradnik, (1882-1968)
- Niko Grafenauer, (născut în 1940)
- Günter Grass, (născut în 1927), romancier
- Richard Graves, (1715-1804),
- Robert Graves, (1895-1985), poet englez
- Thomas Gray, (1716-1771), poet englez
- Robert Greene, (1558-1592)
- Simon Gregorčič, (1844-1906)
- Pankracij Gregorec, (1867-1920)
- Barbara Gregoric, (născut în 1964)
- Horace Gregory
- Eamon Grennan
- Fulk Greville, (1554-1628)
- Bill Griffiths, (născut în 1948)
- Franz Grillparzer
- Nicholas Grimald, (1519-1562)
- Uri Tsvi Grinberg
- Angelina Weld Grimke
- Charlotte Forten Grimke

##### Gro-Gru
- Stanislaw Grochowiak
- Philip Gross
- Igo Gruden, (1893-1948)

#### Gu-Gy
- Edgar Guest,
- Jorge Guillen, (1893-1984)
- Nicolas Guillén, (1902-1989), (poet cubanez)
- Louise Imogen Guiney
- Guido Guinizelli
- Nikolay Gumilyov, (1886-1921)
- Dživo Gundulić - Giovanni Gondola, (1589-1638)
- Thom Gunn, (născut în 1929)
- Ivor Gurney, (1890-1937)
- Ramon Guthrie
- Brion Gysin, (1916-1986)